# Bitka kod Arausija
Bitka kod Arausija se odigrala 6. listopada 105. pr. Kr. u blizini grada Arausio (današnji Orange u francuskom departmanu Vaucluse) i rijeke Rhône između Cimbra pod kraljem Bojoriksom i Teutonaca na jednoj te rimskih vojski pod prokonzulom Kvintom Servilijem Cepionom i konzulom Gnejem Malijem Maksimom na drugoj strani. Politikom uzrokovane nesuglasice dvojice rimskih zapovjednika su ne samo omogućile Cimbrima i Teutoncima da izvojuju pobjedu, nego dovele do gotovo potpunog uništenja obje rimske vojske, prilikom čega je poginulo 80.000 rimskih te 40.000 savezničkih vojnika. Katastrofalni poraz je ubrzo nakon toga pružio priliku Gaju Mariju da provede svoje radikalne reforme rimske vojske kako se slične katastrofe ne bi ponavljale u budućnosti.